# Andreas Kröckel
Andreas Kröckel (* 7. Dezember 1965 in Essen) ist ein deutscher Dartspieler. Er ist mit über 50 Einsätzen Rekordnationalspieler des Deutschen Dart-Verbands (DDV).

## Karriere
Andreas „Andy“ Kröckel kam zum Dartsport, als der Wirt seines Fußballvereins nach einem Kanadaurlaub ein Dartboard im Vereinslokal aufhängte. Diese Idee entwickelte sich weiter, bis am 1. Mai 1987 der DSC Essen gegründet wurde, der erste von nur zwei Vereinen, für die Andy in seiner Laufbahn gespielt hat. Heute gehört er zum Kader des DSC Bochum, mit dem er in der Bundesliga spielt.
Kröckel gewann bisher 25 mal die deutsche Meisterschaft in verschiedenen Disziplinen. Er nahm 1996 bei der BDO World Darts Championship teil und war damit, nach Bernd Hebecker 1993, der zweite deutsche Teilnehmer an einer Dart-Weltmeisterschaft.
Er ist verheiratet und hat eine Tochter.

## Erfolge (Auszug)
- Rheinland-Pfalz-Meister 1990, 2007, 2008
- German Masters 2007
- 26× Deutscher Meister (verschiedene Disziplinen)
- 2× WDF Turniersieger

## Weltmeisterschaftsresultate

### BDO
- 1996: 1. Runde (1:3-Niederlage gegen  Alan Brown)